# MC Marcelly
Marcelly Almoaya da Silva (Rio de Janeiro, 28 de janeiro de 1992), mais conhecida como MC Marcelly, é uma cantora e compositora brasileira.

## Carreira
Iniciou sua carreira artística no ano de 2008, aos 16 anos de idade, quando gravou sua primeira música intitulada "Coraçãozinho", o que a fez ganhar notoriedade no cenário do funk carioca, essa popularidade aumentou logo em seguida após o lançamento de outras canções como "Uh, Aceita", no ano de 2013 explodiu nacionalmente com o smash hit "Bigode Grosso", que chocou a sociedade brasileira tradicional por redefinir os conceitos de moralidade e autoridade através dos pelos faciais masculinos , o clipe oficial possui atualmente mais de 30 milhões de visualizações no YouTube e o single também atingiu a posição #1 em charts de países como o Camboja, Ilhas Fiji e Cyprus
Em 2015 assinou contrato com a gravadora Universal Music para lançar seu primeiro álbum de estúdio, Dona da Noite que foi lançado em outubro daquele mesmo ano. 
Em 2017, tornou-se uma das participantes do reality show Power Couple, na RecordTV, alcançando o segundo lugar na disputa.

## Vida pessoal
Marcelly nasceu no bairro do Complexo do Alemão, na cidade do Rio de Janeiro. Em 2008, começou um namoro com o empresário Francimar "Frank" Cavalcante, terminando o relacionamento em 2021, após relatos de agressão física e cárcere privado  por parte dele.

## Discografia

### Álbuns de estúdio
| Álbum         | Detalhes                                                                                                   |
| ------------- | --- |
| Dona da Noite | - Lançamento: 2 de outubro de 2015 - Formatos: CD, download digital - Gravadora: Universal - Vendas: 5.000 |
| Diferentona   | - Lançamento: 25 de novembro de 2016 - Formatos: CD, download digital - Gravadora: Universal               |

### Singles
| Título                     | Ano  | Álbum                         |
| -------------------------- | ---- | ----------------------------- |
| "Bigode Grosso"            | 2013 | Dona da Noite                 |
| "Roda Gigante"             | 2015 | Dona da Noite                 |
| "Não Se Brinca Com Mulher" | 2015 | Dona da Noite                 |
| "Essa é a Hora"            | 2016 | Diferentona                   |
| "Bum Bum Bum"              | 2016 | Diferentona                   |
| "Coração Covarde"          | 2017 | Diferentona                   |
| "Eu Não Presto"            | 2017 | Diferentona                   |
| "Chora Que Hidrata"        | 2017 | Não adicionado à nenhum álbum |

### Videoclipes
| Título                     | Ano  | Notas                                           |
| -------------------------- | ---- | ----------------------------------------------- |
| "Bigode Grosso"            | 2013 |                                                 |
| "Bota Um Funk Pra Tocar"   | 2013 | Como artista convidada; Videoclipe de Dennis DJ |
| "Arma Secreta"             | 2014 |                                                 |
| "Roda Gigante"             | 2015 |                                                 |
| "Rei do Baile"             | 2015 | Participação especial; Videoclipe de Sapão      |
| "Não Se Brinca Com Mulher" | 2015 |                                                 |
| "Malote"                   | 2016 | Como artista convidada; Videoclipe de Dennis DJ |
| "Essa é a Hora"            | 2016 |                                                 |
| "Bum Bum Bum"              | 2016 |                                                 |
| "Coração Covarde"          | 2017 |                                                 |
| "Eu Não Presto"            | 2017 |                                                 |

## Filmografia
| Ano  | Título       | Cargo                    | Nota        |
| ---- | ------------ | ------------------------ | ----------- |
| 2017 | Power Couple | Participante/Vice-campeã | Temporada 2 |